# Paulx

Paulx este o comună în departamentul Loire-Atlantique, Franța. În 2009 avea o populație de 1,882 de locuitori.